# Aue-Fallstein
Aue-Fallstein era il nome di un comune tedesco esistito dal 2003 al 2009.

## Storia
Il comune di Aue-Fallstein venne creato nel 2003 dalla fusione della città di Dardesheim con i comuni di Deersheim, Hessen, Osterode am Fallstein, Rohrsheim, Veltheim e Zilly.
Fino al 31 dicembre 2009 ha costituito un comune autonomo. A partire dal 1º gennaio 2010 i comuni soppressi di Berßel, Aue-Fallstein, Bühne, Lüttgenrode, Rhoden, Schauen e Wülperode si sono aggregati alla città di Osterwieck per costituire il nuovo ente locale della città di Osterwick.